# Hélène Bertaux
Hélène Bertaux, nota anche con lo pseudonimo di Madame Léon Bertaux, nata Joséphine Charlotte Hélène Pilate (Parigi, 4 luglio 1825 – Saint-Michel-de-Chavaignes, 20 aprile 1909), è stata una scultrice, attivista per le donne scultrici francese.

## Biografia
Nata in un ambiente di artigiani modesti ma di idee sansimoniste, sostenitrice dell'emancipazione delle donne, Hélène Pilate cominciò la propria formazione molto presto accanto al compagno di sua madre, lo scultore Pierre Hébert 
.
Con lui realizzò molte sculture di piccole dimensioni come orologi a pendolo, all'epoca assai apprezzate, per passare poi ad opere di taglia più importante aggregandosi allo studio di Auguste Dumont.
Dopo un primo breve matrimonio con lo scultore ornatista Augustin-François Allélit (con questo nome espose al Salon del 1849) Bertaux firmò le proprie opere con il nome di « Madame Léon Bertaux », nome del suo allievo e nuovo compagno che potrà sposare solo dopo la morte del primo marito Allélit, non essendo consentito all'epoca, in Francia, il divorzio
.

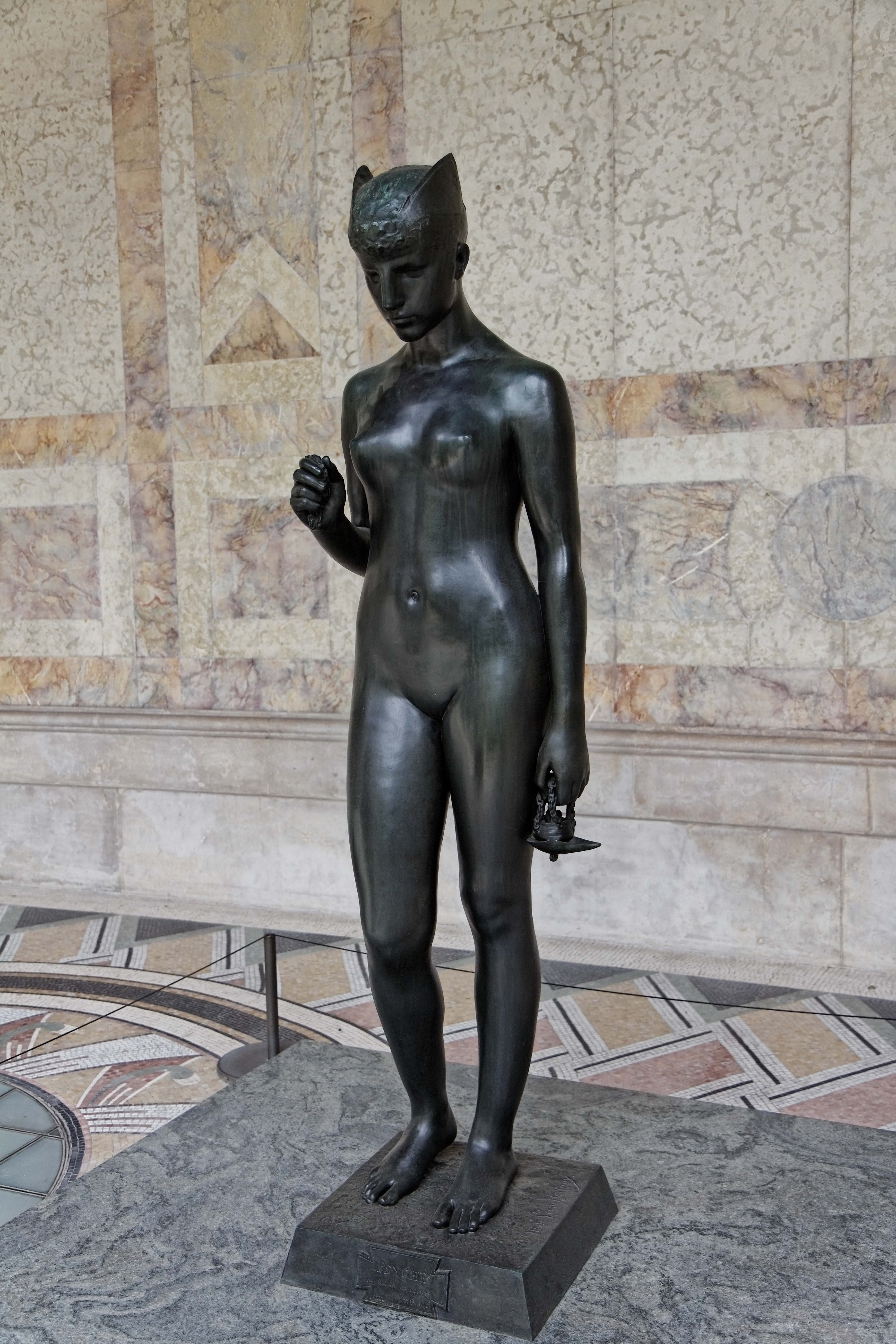
Psyché sous l'empire du mystère, bronzo, Petit Palais

Ottenne diverse medaglie al Salon, dove fu dichiarata fuori concorso nel 1873. All'Esposizione universale di Parigi del 1889 fu la prima donna a ricevere una medaglia d'oro di prima classe per la sua "Psyché sous l'empire du mystère".
Morì quasi dimenticata nel 1909 a Saint-Michel de Chavaignes, dove si era ritirata con suo marito.

## La lotta per lo spazio delle donne nell'arte
Nel XIX secolo, nel mondo dell'arte, gli artisti tenevano spesso in considerazione le donne come muse ispiratrici e modelle, ma raramente le riconoscevano come artiste, a parte alcune eccezioni come Rosa Bonheur o Marcello, contemporanee di Hélène Bertaux. Le donne non potevano accedere all'École nationale supérieure des beaux-arts ed era profondamente radicato nella società  il pregiudizio negativo circa la loro capacità di produrre opere d'arte di qualità.
Per affrontare le difficoltà incontrate dalle donne che volevano dedicarsi alla scultura, Bertaux decise nel 1873 di aprire uno studio di disegno e arti plastiche a Parigi, al 233 di rue du Faubourg Saint-Honoré. Nel 1879 poi, per far fronte alla forte domanda dei suoi corsi di scultura, avviò al 187 di avenue de Villiers la costruzione di un edificio destinato a studi per artiste che aprì due anni dopo, nel 1881. In dicembre creò in questa sede una società artistica riservata a donne sia francesi che straniere, finalizzata ad aggregare talenti femminili in sviluppo e talenti già riconosciuti, a creare solidarietà tra loro e a tutelare i loro diritti, l'Union des femmes peintres et sculpteurs (UFPS). Dell'Unione sarà la prima presidente, la promotrice presso lo Stato, la stampa, uomini politici e collezionisti dal 1881 al 1894.
Nel 1889 Hélène Bertaux iniziò una lunga lotta per tentare di realizzare il proprio sogno: consentire alle donne l'accesso all'École nationale supérieure des beaux-arts e al Prix de Rome. E grazie al suo accanito impegno ne ottenne l'ammissione all'École des beaux-arts tra il 1897 e il 1900, e la partecipazione ai concorsi, tra cui il gran Prix de Rome dal 1903.
Continuò a presentare regolarmente proprie opere al Salon des artistes français fino al 1900 (anno in cui espose una Fuga in Egitto. Fu la prima e unica donna ammessa a far parte della giuria di selezione del Salon, tra il 1896 e il 1907, e insignita del titolo di ufficiale dell'Ordine delle Palme accademiche.

## Opere
La sua prima opera di rilievo pubblico fu una fontana monumentale ad Amiens, dal cui committente Herbet prese nome
. Nello stesso periodo(1864) ebbe la commessa per un primo grande bassorilievo - la Navigazione - collocato su  un frontone del Louvre verso la Senna
; nel 1878 poi le fu commissionato dal Louvre un altro bassorilievo - la Legislazione - per un frontone sul cortile del Carrousel du Louvre. A tutt'oggi Bertaux rimane l'unica donna che abbia realizzato frontoni monumentali a Parigi. Sempre in ambito di monumenti pubblici è opera sua la statua del pittore Jean-Baptiste-Siméon Chardin collocata sulla facciata dell'Hôtel de Ville ricostruito dopo l'incendio del 1871.
Per quanto riguarda le sue presenze al Salon:
- 1864 e 1867: il modello in gesso di un Giovane Gallo prigioniero e la sua versione in marmo del 1867 le valgono due medaglie.
- 1873: Gran successo della sua Jeune fille au bain al Salon del 1876 [5]; la scultura viene esposta anche all'Esposizione universale di Parigi (1878) al Trocadéro, dopo di che Bertaux viene dichiarata fuori concorso.
- 1889: all'Esposizione del 1889 (Bertaux ha ormai 64 anni) riceve una medaglia d'oro di prima classe per la Psyché sous l'empire du mystère.